# György Kárpáti
György Kárpáti   (Budapest, 23 de juny de 1935 - Budapest, 17 de juny de 2020) fou un waterpolista hongarès, que destacà en les dècades del 1950 i del 1960 i que guanyà quatre medalles olímpiques.

## Carrera esportiva
Va participar, als 17 anys, en els Jocs Olímpics d'Estiu de 1952 realitzats a Hèlsinki (Finlàndia), on aconseguí guanyar la medalla d'or en la prova de waterpolo masculina. Repetí aquest metall en els Jocs Olímpics d'Estiu de 1956 realitzats a Melbourne (Austràlia). En els Jocs Olímpics d'Estiu de 1960 realitzats a Roma (Itàlia) només pogueren aconseguir la medalla de bronze, si bé en els següents Jocs Olímpics d'Estiu de 1964 realitzats a Tòquio (Japó) tornà a guanyar la medalla d'or amb la selecció hongaresa de waterpolo.
Al llarg de la seva carrera aconseguí tres medalla d'or en el Campionat d'Europa de waterpolo els anys 1954, 1958 i 1962.